# ماريا خوسيه مورينو
ماريا خوسيه مورينو (بالإسبانية: María José Moreno)‏ هي مغنية إسبانية، ولدت في 30 مارس 1967 في غرناطة في إسبانيا.

## وصلات خارجية
- الموقع الرسمي